# Quan hệ Myanmar – Trung Quốc
Quan hệ Myanmar – Trung Quốc, hay còn được biết tới là quan hệ Trung – Miến (tiếng Miến Điện: တရုတ် - မြန်မာဆက်ဆံရေး, tiếng Trung: 中缅关系; giản thể: 中缅关系; phồn thể: 中緬關係; bính âm: Zhōng miǎn guānxì) là mối quan hệ giữa Myanmar và Trung Quốc. Cùng với Lào và Việt Nam, Miến Điện là một trong ba quốc gia Đông Nam Á có biên giới với Trung Quốc.
Trong khi quan hệ giữa Trung Quốc và Myanmar được xem là nhẹ nhàng hơn so với mối Quan hệ Trung Quốc – Việt Nam, thì đây cũng là một mối quan hệ nhiều cam go và uẩn khúc do lịch sử phức tạp của hai nước này. Các triều đại Trung Quốc bắt đầu ý định bành trướng vào lãnh thổ Miến Điện từ thế kỷ 11, nhưng chỉ thực sự bắt đầu khi Nhà Nguyên chiếm thành công Vân Nam và phá hủy Triều Pagan. Kể từ đó, các triều đại Trung Quốc liên tục nam tiến hòng tìm cách thôn tính Miến Điện, lần cuối cùng là vào thế kỷ 18 khi nhà Thanh phát động bốn cuộc xâm lược thất bại vào Miến Điện. Tuy vậy, khi Miến Điện rơi vào tay của chế độ quân phiệt của Ne Win và sau đó là Hội đồng Hòa bình và Phát triển Liên bang, Trung Quốc là nhà bảo trợ lớn nhất cho chế độ độc tài quân sự Miến Điện trước chỉ trích của cộng đồng quốc tế. Sau khi Myanmar cải cách năm 2011, ảnh hưởng Trung Quốc tạm thời bị hạn chế, nhưng vai trò của Trung Quốc vẫn rất lớn do cuộc nội chiến mà Myanmar phải gánh chịu và cũng là nhà đầu tư hàng đầu ở nước này. Do tính chất nhạy cảm của mối quan hệ Trung-Miến, hai nước thường dễ xảy ra nghi ngờ và tiếp tục chi phối vấn đề chính trị nay.

## Lịch sử
Trung Quốc và Myanmar có sự gần gũi về mặt ngôn ngữ hệ, khi Tiếng Miến Điện và Tiếng Trung Quốc đều thuộc về Ngữ hệ Hán-Tạng, dù Trung Quốc và Myanmar chọn đi theo hai hướng văn hóa riêng khi Miến Điện bị ảnh hưởng nặng từ văn hóa Ấn Độ trong khi Trung Quốc phát triển văn hóa của riêng mình.
Quan hệ Trung Quốc – Miến Điện bắt đầu từ thế kỷ 10 và 11 khi Nhà Tống bắt đầu mở đường buôn bán tới Miến Điện. Khi đố, Trung Quốc và Miến Điện của Pagan chưa có biên giới chung, mà xen giữa hai nước là Vương quốc Đại Lý ở vùng Vân Nam nay, thế nên mối quan hệ này là không quá đặc sắc. Tuy nhiên, sau khi đế quốc Mông Cổ bắt đầu chinh phạt Trung Hoa và lập nên nhà Nguyên, người Mông Cổ cũng bành trướng vào Miến Điện. Người Mông Cổ sau đó đã thành công khi phá hủy Bagan trong cuộc xâm lược đầu tiên, và dù cho đã không thành công trong cuộc xâm lược thứ hai, nhà Nguyên cũng chính thức khiến Miến Điện tan rã thành nhiều tiểu quốc trong bốn thế kỷ tiếp theo. Tuy nhiên, chính vì nhà Nguyên, biên giới Trung Quốc đã chính thức kéo tới Miến Điện, và là khởi nguồn cho mối quan hệ đầy nhạy cảm giữa hai nước về sau.
Vào thế kỷ 16, Triều Taungoo Miến Điện nổi lên và càn quét phần lớn các nước Đông Nam Á lục địa, trừ cho Campuchia, Chăm Pa và Đại Việt bấy giờ. Cùng thời điểm đó, Trung Quốc dưới thời Nhà Minh tái khởi động chiến dịch nam tiến sau khi thất bại ở Việt Nam một thế kỷ trước, và đã tiến hành bành trướng vào những khu vực do Miến Điện kiểm soát. Taungoo không thể đứng vững do những cuộc tấn công của Trung Quốc cũng như nổi loạn của Vương quốc Ayutthaya và Lan Xang, khiến cho nước này phải rời bỏ những khu vực chiếm được. Cho tới khi nhà Minh sụp đổ, hai nước vẫn tiếp tục có xung đột, dù rằng mang tính lẻ tẻ.
Khi nhà Minh sụp đổ năm 1644, những người ủng hộ vương triều Minh cũ chạy tị nạn có sang Miến Điện và cát cứ tại lãnh thổ thuộc bang Shan và Kachin ngày nay, tạo nên một tập đoàn quân phiệt gốc Hán trong khu vực tồn tại tới ngày nay. Đến thế kỷ 18, Nhà Thanh phát động bốn cuộc xâm lược Miến Điện của Triều Konbaung hòng chiếm lấy lãnh thổ bang Kachin và Shan mà Trung Quốc tuyên bố chủ quyền, nhưng thất bại tai hại. Dẫu vậy, cuộc xâm lược của nhà Thanh đã khiến Miến Điện không còn kiểm soát được Xiêm và Lào mới tái chiếm được, và cũng bị nhắm tới bởi người Anh một thế kỷ sau. Sau khi Anh chiếm Miến Điện vào năm 1885, quan hệ giữa Miến Điện và Trung Quốc được thông qua giữa Anh và Trung Quốc.
Vào thế chiến II, Miến Điện trở thành chiến địa giữa đế quốc Anh và Trung Hoa Dân Quốc chống lại Đế quốc Nhật Bản xâm lược, các lực lượng Trung Hoa và Anh liên kết chặt chẽ về tình báo và chính trị với sắc tộc địa phương ở Miến Điện chống lại quân Nhật. Quân đội Anh, để tái mở đường tiếp vận cho Trung Quốc, phát động Chiến dịch Miến Điện năm 1944 để đánh đuổi quân Nhật, và chiến thắng nhưng với tổn thất nặng nề.
Sau khi Đảng Cộng sản Trung Quốc chiến thắng trong Nội chiến Trung Quốc, tàn quân Trung Quốc Quốc dân Đảng kéo sang bang Shan của Miến Điện và tiếp tục chiến dịch kháng cộng sản ở Miến Điện. Tuy nhiên, Miến Điện, một trong số những quốc gia đầu tiên công nhận chính phủ Cộng hòa Nhân Dân Trung Hoa, bất mãn khi các lực lượng Quốc dân Đảng cũng quấy nhiễu và tham gia hoạt động buôn bán và trồng thuốc phiện trong khu vực, tìm cách đánh bật lại, nhưng chỉ đến khi Hoa Kỳ can thiệp để đưa toàn bộ đội quân này khỏi Miến Điện năm 1954, thì lực lượng này mới chấm dứt hoạt động quấy nhiễu.
Đến năm 1962, khi quân đội Miến Điện tiếm quyền ở nước này, chính phủ độc tài của Ne Win tiến hành quốc hữu hóa và sau đó là gây ra vụ nổi loạn chống lại người Hoa ở Miến Điện năm 1967 khi Ne Win cáo buộc Trung Quốc tìm cách khuếch tán tư tưởng Cách mạng Văn hoá ở Miến Điện. Chính vì vụ việc này mà Trung Quốc quyết định hậu thuẫn các lực lượng cộng sản ở Miến Điện và gây căng thẳng ngoại giao trong gần mười năm trước khi được tái bình thường hóa. Tuy nhiên, vết nứt này khiến cho chính phủ Trung Quốc luôn giữ sự nghi ngờ với Miến Điện, và vẫn liên tục hậu thuẫn các lực lượng ly khai ở Miến Điện kể từ đó.
Năm 1988, Cuộc nổi dậy 8888 nổ ra ở Miến Điện dẫn tới sự đàn áp đẫm máu bởi chế độ quân sự, và Trung Quốc là một trong số những quốc gia ít ỏi không lên án hành vi đàn áp của chế độ quân phiệt, tạo tiền lệ để Trung Quốc thừa cơ khuếch tán ảnh hưởng ở Miến Điện mà sau đó cũng được biết tới là Myanmar. Trung Quốc cũng là một trong số ít những quốc gia trong thời kỳ cai trị hà khắc của quân đội Miến Điện với thường dân của mình có được những hợp đồng đầu tư, làm ăn béo bở và là nhà cung cấp vũ khí số một cho quân đội Myanmar.
Khi Myanmar mở cửa cải cách năm 2011, Trung Quốc đã tỏ thái độ hồ nghi với những kế hoạch của Myanmar, đặc biệt là ý định của nước này xách lại gần hơn quan hệ với Hoa Kỳ. Tổng thống Thein Sein, lãnh đạo dân sự đầu tiên của Myanmar từ năm 1962, cũng làm mất lòng Trung Quốc khi đình chỉ dự án Đập Myitsone năm 2011. Trung Quốc hiện nay đang thúc ép Myanmar để con đập được tái xây dựng.
Năm 2021, Trung Quốc bác bỏ cáo buộc rằng nước này đứng sau cuộc Đảo chính Myanmar mà Cố vấn Nhà nước Aung San Suu Kyi bị bắt giữ và biểu tình chống Trung Quốc lan rộng ở Myanmar với cáo buộc Bắc Kinh gửi các chuyên viên công nghệ để giúp quân đội Myanmar xây tường lửa và lính Trung Quốc giả trang lính Myanmar trên đường phố.

## Xung đột ở Myanmar
Myanmar đã chìm vào một cuộc khủng hoảng sắc tộc từ năm 1948 khi vấn đề dân tộc tự trị bị khước từ dẫn đến nạn cát cứ và các phiến quân đòi ly khai hoặc tự trị nổi lên, và đi kèm với bất ổn triền miên ở trong nước, Myanmar là một trong số những quốc gia chậm phát triển và lạc hậu nhất trên thế giới. Trong nhiều năm chịu ảnh hưởng từ chế độ quân trị trước đây, quân đội Myanmar đã phải dựa vào Trung Quốc để bảo vệ hình ảnh của mình, và Trung Quốc cũng là nhà cung cấp vũ khí và tài chính lớn nhất cho chế độ quân phiệt Myanmar. Tuy vậy, mối quan hệ giữa hai nước không phải là lúc nào cũng tốt đẹp, do Trung Quốc cũng có hậu thuẫn các lực lượng phiến quân sắc tộc ở biên giới quấy nhiễu vùng biên đầy bất ổn và nghèo đói của Myanmar nhằm gây sức ép buộc Naypyidaw phải nghe theo những đề nghị từ Bắc Kinh. Chính vì vai trò của Bắc Kinh và việc quốc gia này đi nước đôi trong cuộc khủng hoảng Myanmar khiến dân chúng nước này luôn nghi ngờ và bất bình về âm mưu của Bắc Kinh.
Các tướng lĩnh ở Myanmar đã nhiều lần đặt nghi vấn về vai trò của Trung Quốc trong vấn đề sắc tộc ly khai của nước này, nổi bật là khu vực Kokang vốn phần lớn là người Hán và có truyền thông bất tuân chính phủ Myanmar, nơi có lực lượng vũ trang gốc Hán, nhận tài trợ tài chính từ Trung Quốc và có kênh Weibo chính thức. Trong năm 2020, tướng Min Aung Hlaing, chỉ huy quân đội Myanmar, trong chuyến công tác tại Nga, ngầm chỉ đính danh Trung Quốc đứng sau các nhóm vũ trang ở Myanmar. Cùng lúc đó, những cáo buộc rằng Trung Quốc đầu tư vào Myanmar chỉ để thu lợi cho Trung Quốc cũng làm dấy lên nghi ngại.
Năm 2016, Trung Quốc đồng ý rót 3 triệu USD để bắt đầu cuộc đàm phán hòa bình ở Myanmar giữa phiến quân và chính phủ, cũng như tạo ảnh hưởng trong lực lượng phiến quân để đàm phán. Tuy nhiên, chính phủ Myanmar đặt nghi ngờ rằng Trung Quốc cố ý tìm cách làm trì trệ đàm phán do sự liên kết của Trung Quốc với các nhóm phiến quân ly khai/tự trị.